# Bretagne, Indre
Bretagne är en kommun i departementet Indre i regionen Centre-Val de Loire i de centrala delarna av Frankrike. Kommunen ligger i kantonen Levroux som tillhör arrondissementet Châteauroux. År 2022 hade Bretagne 122 invånare.

## Befolkningsutveckling
Antalet invånare i kommunen Bretagne
Referens:INSEE